# Fastbacks
I Fastbacks sono stati una rock band statunitense attiva dal 1979 al 2001.

## Storia del gruppo
Il gruppo venne formato a Seattle nel 1979 dal cantautore/chitarrista Kurt Bloch (1960, principale compositore dei brani del gruppo), e dalle amiche Lulu Gargiulo (chitarra e voce, 1960) e Kim Warnick (basso e voce, 1959). Il genere musicale era punk con melodie pop. Oltre a questi tre membri che rimasero constanti nel tempo, ci furono diversi cambi di batterista, tra cui Duff McKagan che poi entrò nei Guns N' Roses. Fra i numerosi batteristi ci fu Mike Musberger che rimase stabilmente nella band per molti anni alternandosi con Richard Stuverud, Nate Johnson e Rusty Willoughby, John Moen, Jason Finn, Dan Peters e Tad Hutchison.
Il gruppo esordì con un primo singolo, In The Summer. seguito da Don't Eat That It's Poison (1980) e Someone Else's Room (1981) e dagli EP In The Summer (1982), Play Five of Their Favorites (1982); per tutti gli anni ottanta sono attivi pubblicando diversi brani senza trovare molto successo; grazie però al successo del singolo It Came To Me In A Dream (1986) riescono a pubblicare il loro primoalbum,  ...and His Orchestra (1987), che però non ebbe il successo sperato. Seguirono negli anni altri album come Very, Very Powerful Motor e In America. Nei primi anni novanta la formazione si ridusse a un trio con diversi cambi di batterista (Nate Johnson, Rusty Willoughby e Richard Stuverud), e viene pubblicato Zücker (SubPop, 1993), primo album che raggiunge un certo successo. Segue Answer the Phone, Dummy (1994) con il gruppo formato da due cantanti, la bassista Kim Warnick e la chitarrista Lulu Gargiulo, anche stavolta con diversi cambi di batterista (Nate Johnson, Rusty Willoughby, Dan Peters, Jason Finn, Mike Musburger). Seguono negli anni diversi album, spesso accolti positivamente dalla critica ma di scarso successo commerciale. La band si sciolse nel 2001.

## Discografia

### Album in studio
- 1987 - ...and His Orchestra
- 1990 - Very, Very Powerful Motor
- 1991 - In America
- 1993 - Zücker
- 1994 - Answer the Phone, Dummy
- 1996 - New Mansions in Sound
- 1998 - Win Lose or Both
- 1999 - The Day That Didn't Exist
- 2023 - 1985 Okay

### Album live
- 1988 - Bike • Toy • Clock • Gift
- 1996 - Here...They Are - Live at the Crocodile Café
- 2021 - Mural Amphitheater, Seattle, WA August 25, 1986

### Compilation
- 1991 - Never Fails, Never Works
- 1992 - The Question Is No
- 2004 - Truth, Corrosion and Sour Bisquits
- 2016 - Now Is the Time
- 2018 - If You Want to Slow Down... Step On the Gas
- 2023 - Z2

### Singoli
- 1981 - It's Your Birthday/You Can't Be Happy
- 1989 - In the Winter/Dream
- 1989 - Wrong Wrong Wrong/In America
- 1990 - King of Hubcaps/Lose (Split single con Gas Huffer)
- 1992 - Run No More & Really
- 1992 - They Don't Care/Out of the Charts
- 1994 - Wait It Out/The Jester
- 1996 - And After All/Marionette
- 2011 - Come On Come On/I Can't Hide
- 2023 - A Quiet Night/Outer Space

### EP
- 1982 - Play Five of Their Favorites
- 1984 - Every Day Is Saturday
- 1989 - In the Summer
- 1991 - The Answer Is You.
- 1992 - Fastbacks
- 1993 - Gone to the Moon
- 1994 - (Split EP con The Mieces)
- 1996 - Alone in a Furniture Warehouse
- 1996 - All in Order
- 1998 - Maybe

## Formazione
- Kurt Bloch: cantautore/chitarrista
- Lulu Gargiulo: chitarra e voce
- Kim Warnick: basso e voce

Altri membri
- Duff McKagan
- Mike Musburger
- Richard Stuverud
- Nate Johnson
- Rusty Willoughby